# Johann Baptist Schneider
Johann Baptist Schneider (ur. 28 maja 1840 w Gaweinstal, zm. 27 stycznia 1905 w Wiedniu) – austriacki duchowny katolicki, biskup pomocniczy Wiednia 1896-1905.

## Życiorys
Święcenia kapłańskie otrzymał 19 lipca 1864.
25 czerwca 1896 papież Leon XIII mianował go biskupem pomocniczym Wiednia. 23 sierpnia 1896 z rąk kardynała Antona Josefa Gruscha przyjął sakrę biskupią. Funkcję pełnił aż do swojej śmierci.